# Guillaume Seignac
Guillaume Seignac (1870–1924) fue un pintor académico francés.

## Infancia
Seignac nació en Rennes, Francia, en 1870, y murió in 1924. Comenzó su entrenamiento en la Academia Julian (Académie Julian) en París, donde estuvo desde 1889 a 1895. Ahí tuvo muchos maestros que incluyern a Gabriel Ferrier y a Tony Robert Fluery. Tony Robert Fluery era un notable artista histórico y de género. Por otro lado, a Gabriel Farrel, se le había otorgado el ‘’Prix de Rome’’. Tuvo otro maestro llamado William Bouguereau.

## Carrera
Además de su preparación en el estilo académico, mucho del trabajo de Seignac muestra temas y estilos clásicos/neoclásicos, por ejemplo, el trabajar mantas ligeras y transparentes cubriendo el cuerpo de la mujer es remanente del estilo clásico, en particular del escultor Fidias. En 1897, Guillaume Seignac expuso regularmente en el Salón de París y ganó varios honores que incluyen una mención honorífica en 1900 y en 1903 una medalla.

## Lista de pinturas

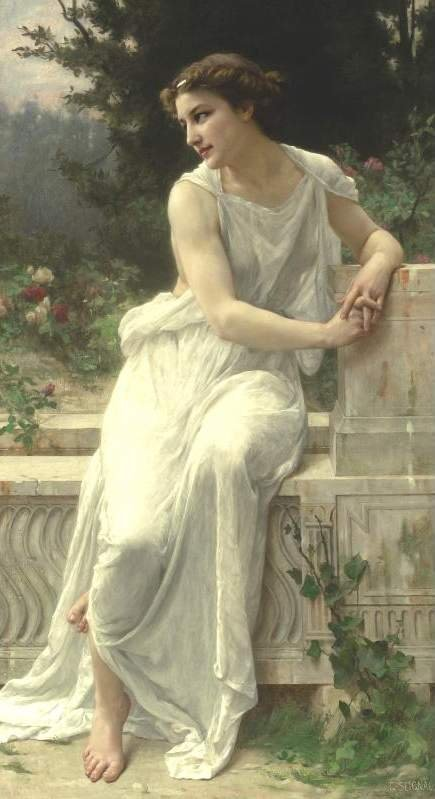
"Mujer joven de Pompeya en una terraza."

- Un descanso en la tarde
- Belleza en el pozo"La musa".
- Confianza
- Cupido y Psique
- Cupido desarmado
- Locura de Cupido
- Diana cazando
- Faunesse
- Inocencia
- El Abandono
- La Libélula
- La Paresseuse
- Avances de Amor
- Desnudo en la playa
- Ninfa
- Ninfa en la fuente
- Ninfa con cupidos
- Abrazo de Pierrot
- Psique
- Reflexiones
- El despertar de Psique
- La iris fragante
- La musa
- La ola
- Vanidad
- Venus y Cupido
- Virginidad
- Mujer joven desnuda en un sofá

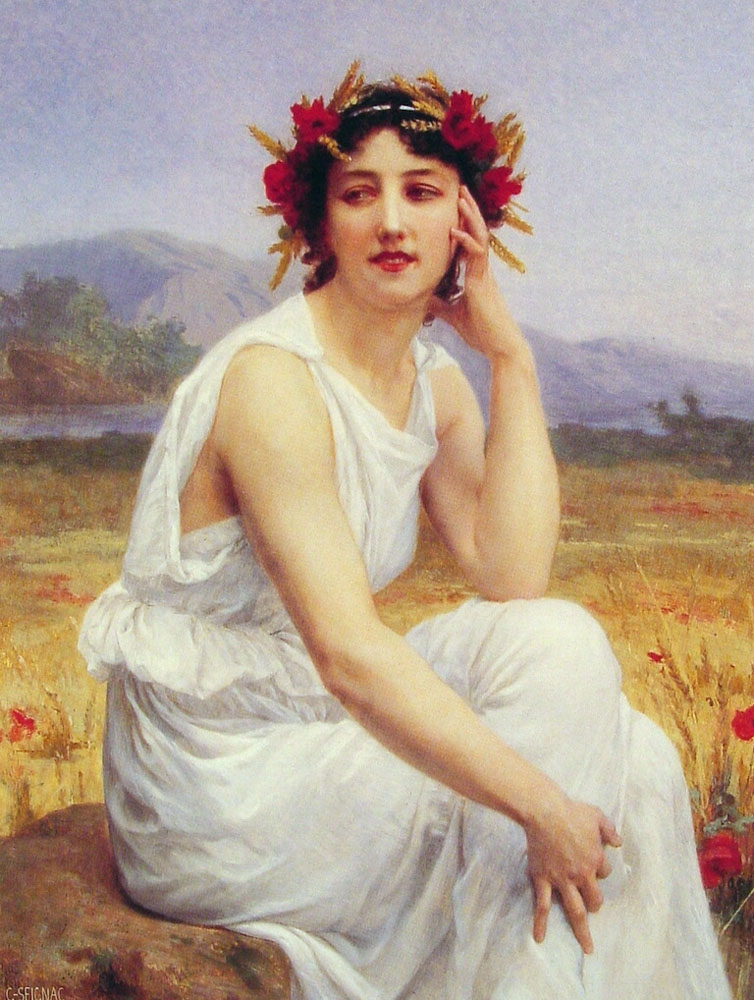
"La musa".

- Mujer joven de Pompeya en una terraza